# 털보노래기목
털보노래기목(Polyxenida)은 강모 다발로 장식된 부드럽고 석회화되지 않은 몸으로 구성된 독특한 체제 구조로 쉽게 구별되는 노래기 목이다. 전 세계적으로 4과에 최소 86종이 있으며 촉악아강 (觸顎亞綱, Penicillata) 중에서 유일하게 현존하는 구성원이다.

## 특징
털보노래기목은 부드럽고 석회화되지 않은 외골격, 독특한 강모 또는 강모 다발, 더 적은 수의 다리(17쌍 이하), 수컷의 교미 부속지가 없다는 점에서 다른 노래기와 다르다. 몸 크기가 7밀리미터를 넘지 않을 정도로 매우 작다.

## 분류
털보노래기목은 노래기강의 하위 아강인 촉악아강(Penicillata)의 현존하는 유일 목이다. 촉악아강은 현존하는 대부분의 노래기를 포함하고 있는 순악아강의 자매군이다.
- Hypogexenidae
- Lophoproctidae
- Polyxenidae
- Synxenidae